# Patrice Traoré Zeba
Patrice Traoré Zeba (Alto Volta, (en la actualidad Burkina Faso), 31 de enero de 1972) es un exatleta burkinés.
Representó su país en los Juegos Olímpicos de Barcelona 1992. Compitió en las carreras de 100 metros.